# Floriansäule (Bratislava)

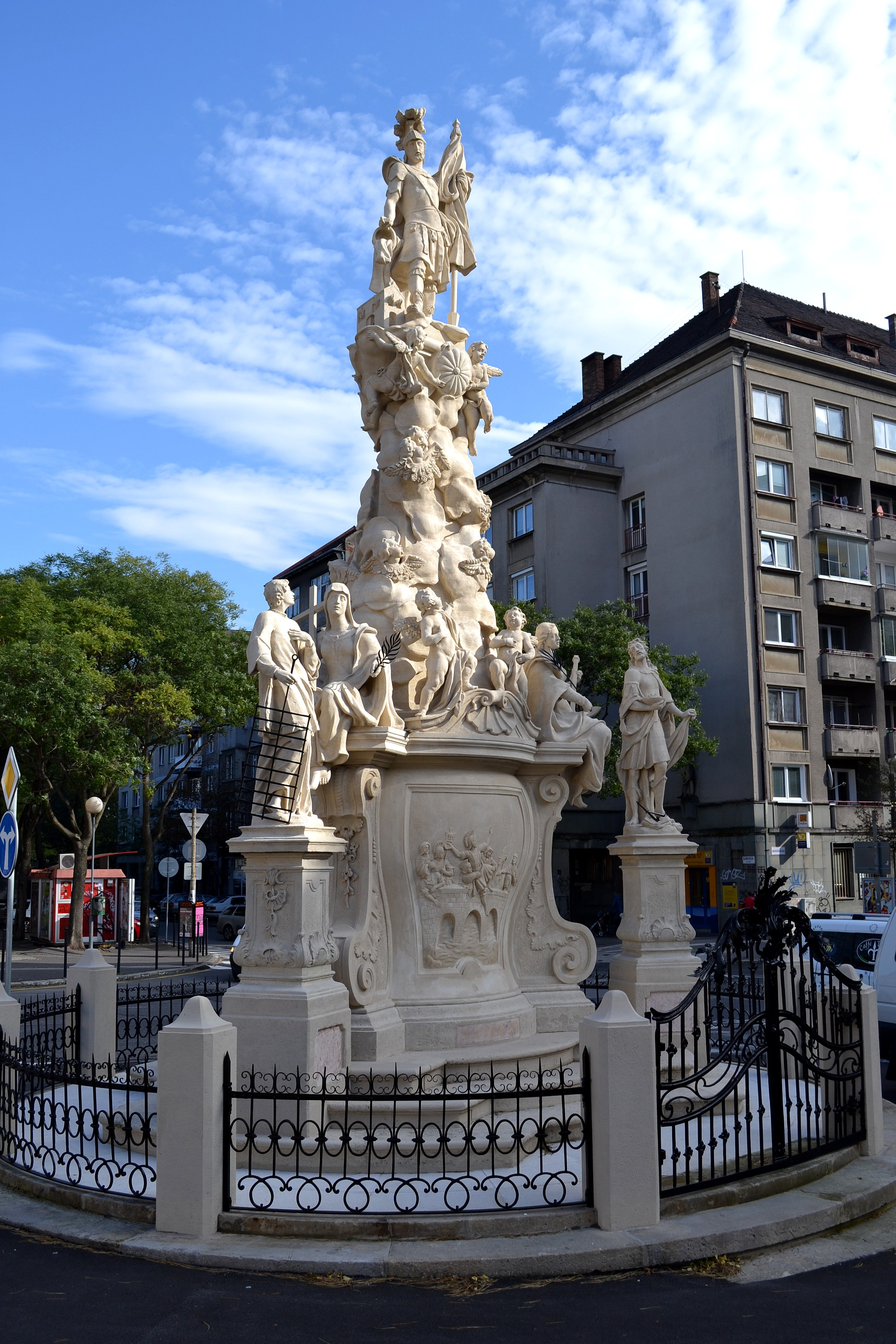
Floriansäule (Gesamtansicht)

Die Sankt Floriansäule steht am gleichnamigen Platz des ehemaligen Stadtviertels Blumental in Bratislava (deutsch Preßburg) in der Slowakei.

## Historischer Rückblick
Die Säule des Heiligen Florian sollte an die große Feuersbrunst  erinnern (und schützen), die in Preßburg ausgebrochen war. Sie wurde 1732 vor dem Lorenzertore aufgestellt. Vermutlich auch deshalb, weil in damaliger Zeit vor diesem Tor die Wasserwehr untergebracht war, welche die Stadtgräben mit Wasser zu versorgen hatte. Im 20. Jahrhundert stand die Säule am sog. 'Hendlplatz', da hier allwöchentlich ein 'Hendlmarkt' abgehalten wurde. Gemäß Theodor Ortvay soll de Säule von einem Bußgeld in Höhe von 100 Gulden errichtet worden sein, das ein evangelischer Pfarrer den katholischen Klerus zu zahlen hatte (Es war die Zeit der Gegenreformation und der Rekatholisierung im Königreich Ungarn).
Das Monument wurde 1938 wegen der geplanten Straßenverbreiterung in den (ehemaligen) Stadtteil Blumental versetzt und vor dem Haupteingang der Blumentaler Kirche neu aufgestellt, wo es bis heute steht.
Der im Laufe der Jahrzehnte brüchige Sandstein machte wiederholte Rekonstruktionsarbeiten erforderlich. Die ersten Instandsetzungsarbeiten erfolgten in den Jahren 1823–1824. Im Jahre 1925 wurde die Säule von der Preßburger Steinmetzfirma Rumpelmayer restauriert. Die letzte grundlegende Überholung der Säule erfolgte zwischen den Jahren 2007 und 2014 durch den akademischen Bildhauer Vladimír Višváder. Dabei wurden alte Teile der Säule gänzlich neu hergestellt bzw. verwitterte Teile durch neue Rekonstruktionen ersetzt.

## Ausgestaltung
Die 8,55 Meter hohe Komposition mit einem Gesamtdurchmesser von 7,33 Meter aus österreichischem Sandstein gestalteten die Preßburger Steinmetzen Christoph Rentfort und Satory, die schmiedeeiserne Einfriedung stammt von der Preßburger Firma Smidely. Es handelt sich um ein barockes Denkmal mit Einschlägen des Rokoko. Die Säule, auf welcher der Heilige steht, ist mit Puttos geschmückt. An der Spitze des Denkmals ist die Gestalt des Hl. Florian zu sehen, der in der Uniform eines römischen Soldaten gekleidet ist. In der rechten Hand hält er einen Wasserkrug (zum Löschen des brennenden Hauses darunter) und in der anderen Hand eine Fahne, die zu den Attributen des Heiligen gehören. Im Sockel des Denkmals sind drei Basreliefs untergebracht, die Szenen aus dem Leben des Heiligen darstellen:
- Sankt Florian wird von einer Brücke in den Fluss Enns geworfen
- Der Leichnam wird aus dem Fluss geborgen
- Überführung des Heiligen

Auf selbständigen Sockeln sind zwei weitere Heilige zu sehen. Auf der einen Seite der Sankt Laurentius und auf der anderen Seite Sankt Stephanus. Beide Skulpturen kamen jedoch erst zu einer späteren Zeit (vermutlich 1938) hinzu.

## Hinweis
- Weitere Angaben von: 'Generálny Investor Bratislavy'. Súsošie sv. Floriána, Floriánske námestie (slowakisch)